# Phragmorisma
Phragmorisma is een monotypisch geslacht van tweekleppigen uit de  familie van de Thraciidae.

## Soort
- Phragmorisma watsoni (E. A. Smith, 1885)